# مانسفيلد (ماساتشوستس)
مانسفيلد (بالإنجليزية: Mansfield, Massachusetts)‏ هي بلدة أمريكية تقع في الولايات المتحدة في مقاطعة بريستول (ماساشوستس). يقدر عدد سكانها بـ 23,184 نسمة ومساحتها 53.7 كم2 وترتفع عن سطح البحر 49 متر.

## أعلام
- ريتش مارتيني
- أنطونيو جريفز
- جو فيرنون
- بيج هارينجتون
- تشارلي روميرو